# Sibylla von Anhalt

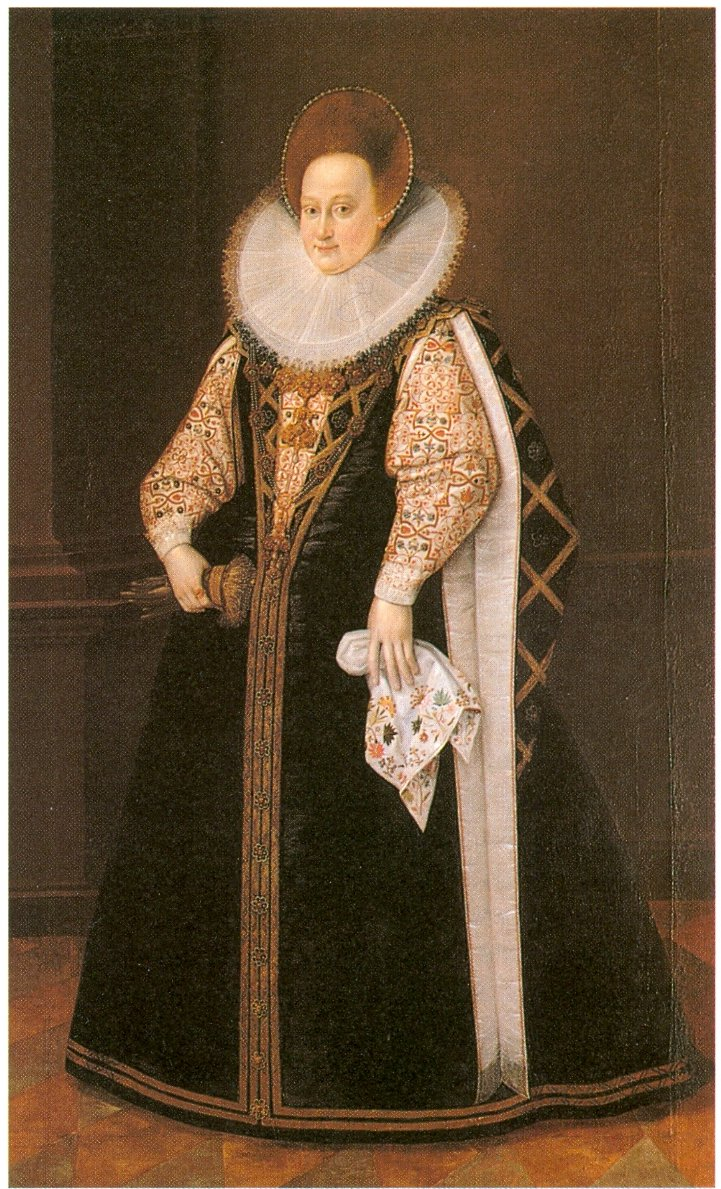
Sibylla von Anhalt

Sibylla von Anhalt (* 28. September 1564 in Bernburg (Saale); † 16./26. November 1614 in Leonberg) war von 1577 bis 1581 die Äbtissin des freien weltlichen Stiftes Gernrode und Frose. Sie verließ das Stift für ihre Vermählung mit Friedrich I., dadurch wurde sie zur Herzogin von Württemberg.

## Leben

### Kindheit und frühe Jugend

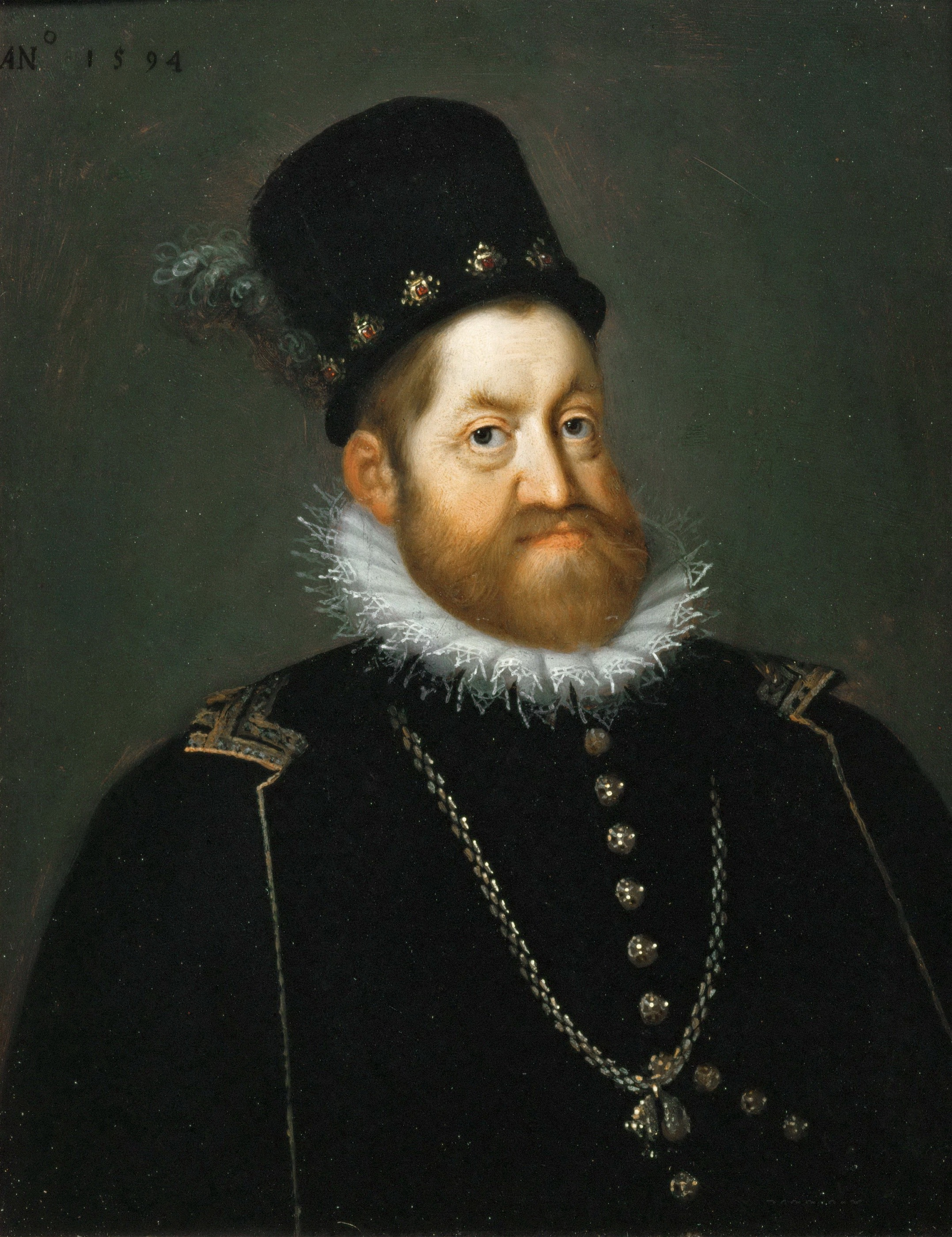
Kaiser Rudolf II. porträtiert von Joseph Heinz dem Älteren, Miniatur Öl auf Kupfer 1594, Maße 16,2 × 12,7 cm

Sibylla wurde 1564 als Tochter des Fürsten Joachim Ernst von Anhalt und seiner ersten Frau Agnes von Barby († 1569) geboren. Auf Druck ihres Vaters wurde die noch minderjährige Sibylla im Jahr 1577 vom Kapitel zur Nachfolgerin ihrer Schwester Anna Maria von Anhalt gewählt. Sie wurde im Amt durch Kaiser Rudolf II bestätigt. Während ihrer Regentschaft als Äbtissin tritt sie nur in einer Urkunde des Stiftes auf, in der sie die Witwe von Stefan Molitor, welcher der erste evangelische Superintendent des Stiftes gewesen war, mit einem Stück Acker belehnt. Sibylla legte ihr Amt als Äbtissin im Jahr 1581 nieder, denn sie heiratete, arrangiert durch ihre Stiefmutter, Eleonore von Württemberg, Friedrich I., Sohn des Grafen Georg I. von Württemberg-Mömpelgard (1498–1558) und der Barbara von Hessen (1536–1597). Ihre Nachfolgerin im Amt als Äbtissin wurde ihre Schwester Agnes Hedwig von Anhalt.

### Die Ehejahre der Sibylla von Anhalt mit Friedrich I.
Zu diesem Zeitpunkt erhielt ihr Mann die Regierung seiner linksrheinischen Herrschaften von Württemberg-Mömpelgard. Im Jahr 1593 trat er das Erbe des Herzogs Ludwig von Württemberg an und übernahm die Macht über das gesamte Herzogtum Württemberg.
Sibylla heiratete mit 16 Jahren und hatte in den folgenden 15 Jahren 15 Kinder. Am Hof spielte sie dabei keine große Rolle und hatte neben ihrem Mann keinen Einfluss. Mit seiner Auffassung eines absolutistischen Fürsten war auch die Vorstellung ehelicher Treue nicht vereinbar. Nach 15 Jahren lebten sie quasi getrennt. Auf seine großen Reisen nach Frankreich, Italien und England nahm er sie nicht mit.

### Studien der Botanik und Chemie
Sie verstärkte darauf ihre Beschäftigung mit Botanik und Chemie. Um ihr Interesse an der anrüchigen Alchemie zu verschleiern, erklärte sie ihre Tätigkeit als Kräutersammlung zur Arzneiherstellung für arme Leute.

### Lebensabend auf Schloss Leonberg
Nach Friedrichs Tod 1608 zog sie sich nach Leonberg zurück und ließ dort durch den Architekten Heinrich Schickhardt das Leonberger Schloss ausbauen und vor dem Schloss den noch heute bestehenden Pomeranzengarten im Renaissancestil errichten. Unweit von Leonberg erbaute Schickhardt in ihrem Auftrag ab 1609 das „Forst- und Seehaus Eltingen“, das als Jagd- und Landsitz diente.

## Nachkommen

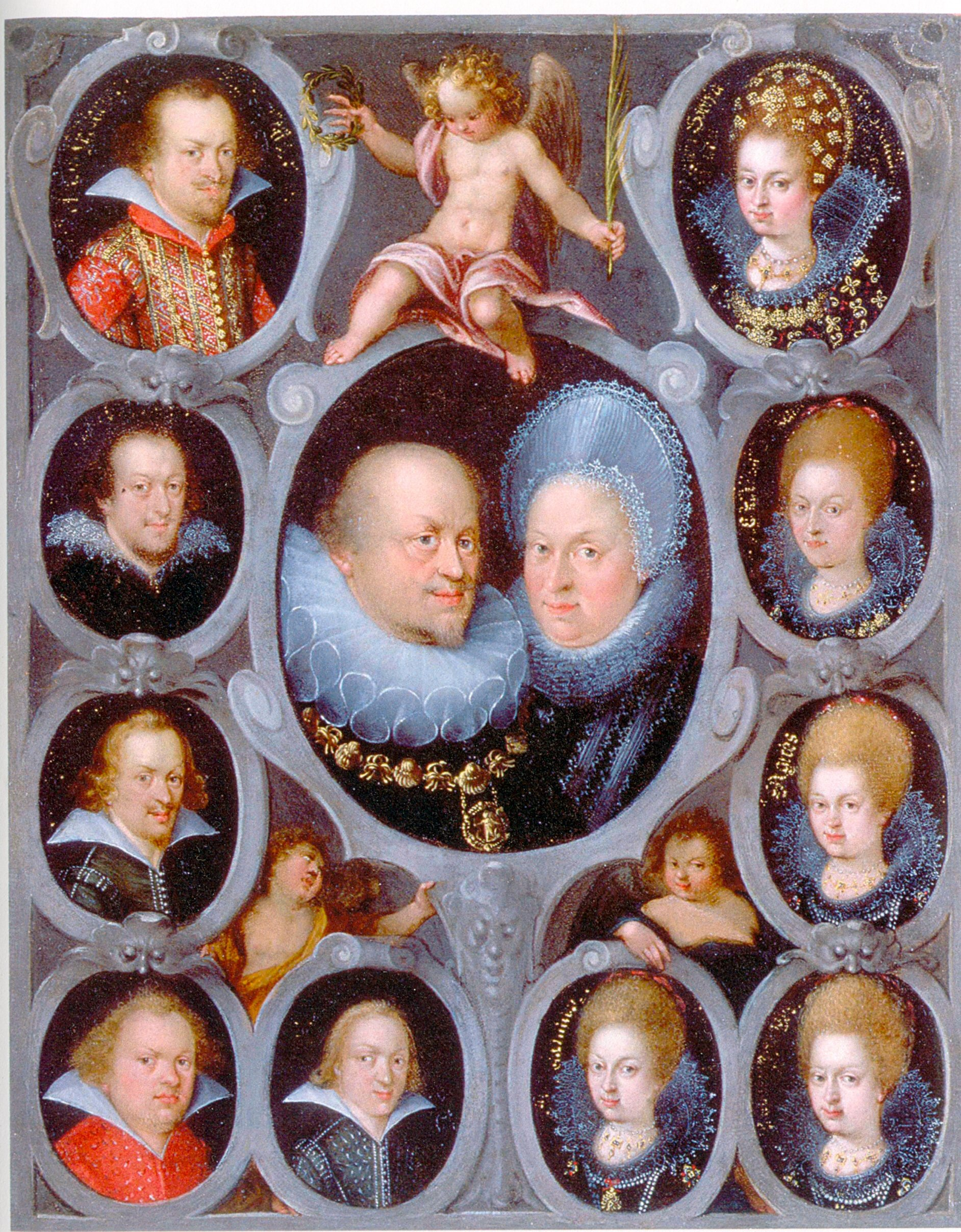
Herzog Friedrich I. von Württemberg und Sibylla von Anhalt (im Zentrum), die fünf Söhne: Johann Friedrich, Ludwig Friedrich, Julius Friedrich, Friedrich Achilles und Magnus (von oben links bis unten), die fünf Töchter: Sibylla Elisabeth, Eva Christina, Agnes, Barbara und Anna (von oben rechts bis unten)

Aus der Ehe mit Friedrich I. gingen die folgenden Kinder hervor:
- Johann Friedrich (1582–1628)
- Georg Friedrich (1583–1591)
- Sibylla Elisabeth (1584–1606) – verheiratet mit Kurfürst Johann Georg I. von Sachsen
- Elisabeth (*/† 1585)
- Ludwig Friedrich (1586–1631), Begründer der jüngeren Seitenlinie Württemberg-Mömpelgard
- Joachim Friedrich (*/† 1587)
- Julius Friedrich (1588–1635), Begründer der Seitenlinie Württemberg-Weiltingen, auch genannt die Julianische Linie
- Philipp Friedrich (*/† 1589)
- Eva Christina (1590–1657) – verheiratet mit Johann Georg von Brandenburg (1577–1624), Herzog von Jägerndorf
- Friedrich Achilles (1591–1631)
- Agnes  (1592–1629) – verheiratet mit Franz Julius von Sachsen-Lauenburg (1584–1634)
- Barbara (1593–1627) – verheiratet mit Markgraf Friedrich V. von Baden
- Magnus (1594–1622), gefallen in der Schlacht bei Wimpfen
- August (*/† 1596)
- Anna (1597–1650)